# Oxalis virgosa
Oxalis virgosa là một loài thực vật có hoa trong họ Chua me đất. Loài này được Molina mô tả khoa học đầu tiên năm 1782.